# Pustularia cicercula
Pustularia cicercula là một loài ốc biển, là động vật thân mềm chân bụng sống ở biển trong họ Cypraeidae, họ ốc sứ.

## Phụ loài
Các phân loài sau được công nhận:
- Pustularia cicercula avrilae Heiman, 2009
- Pustularia cicercula lienardi (Jouss.)
- Pustularia cicercula takahashii Moretzsohn, 2007

## Phân bố
Loài này và các phân loài của nó phân bố ở Biển Đỏ và ở Ấn Độ Dương dọc theo Kenya, vùng bể Mascarene, Mauritius, Réunion và Tanzania.